# Chersodromus
Chersodromus – rodzaj węży z podrodziny Dipsadinae w rodzinie połozowatych (Colubridae).

## Zasięg występowania
Rodzaj obejmuje gatunki występujące endemicznie w Meksyku.  

## Systematyka

### Etymologia
- Chersodromus: gr. χερσος khersos „jałowa ziemia”; δρομος dromos „bieg, pęd”, od τρεχω trekhō „biegać”[6].
- Opisthiodon: gr. οπισθεν opistheν „w tyle, z tyłu”[7]; οδους odous, οδοντος odontos „ząb”[8]. Gatunek typowy: Opisthiodon torquatus Peters, 1861 (= Chersodromus liebmanni Reinhardt, 1861).
- Schmidtophis: Karl Patterson Schmidt (1890–1957), amerykański herpetolog; οφις ophis, οφεως opheōs „wąż”[9]. Gatunek typowy: Schmidtophis rubriventris Taylor, 1949.

### Podział systematyczny
Do rodzaju należą następujące gatunki:
- Chersodromus australis Canseco-Márquez, Ramírez-González & Campbell, 2018
- Chersodromus liebmanni Reinhardt, 1861
- Chersodromus nigrum Canseco-Márquez, Ramírez-González & Campbell, 2018
- Chersodromus rubriventris (Taylor, 1949)